# Samuel Benjamin
Pour les articles homonymes, voir Benjamin.

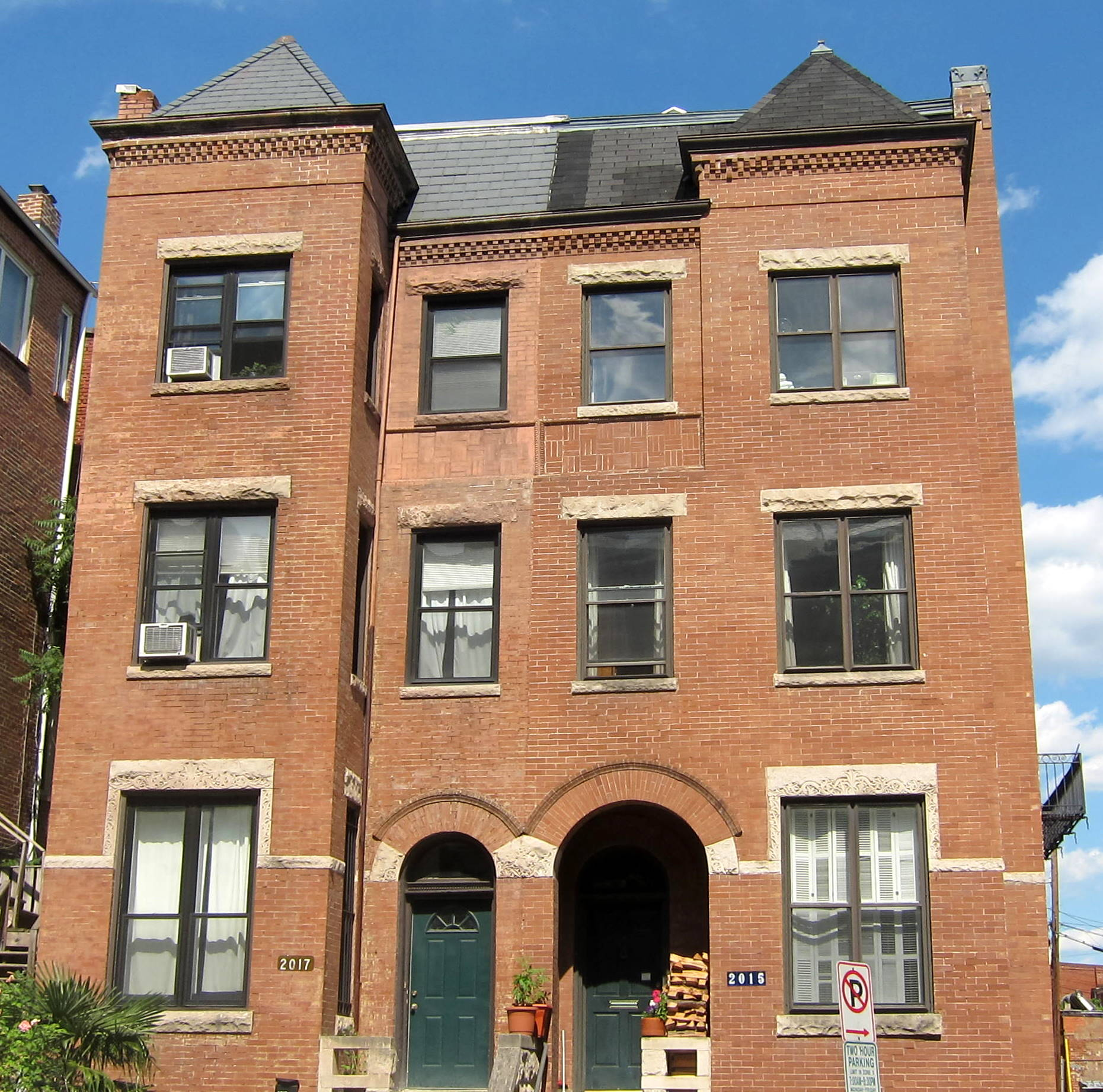
Résidence de Benjamin à Washington

Samuel Greene Wheeler Benjamin, né le 13 février 1837 à Argos et mort 19 juillet 1914 à Burlington (Vermont), est un journaliste, écrivain et diplomate américain.
Samuel Benjamin est né à Argos de parents américains missionnaires protestants en Grèce. Après des études aux États-Unis, il entame une carrière de journaliste, d’écrivain et de diplomate. En 1883, il est le premier à occuper le poste nouvellement créé de ministre américain en Perse (ambassadeur), poste qu’il occupe pendant deux ans.

## Œuvre
- The Turk and the Greek (1867)
- Contemporary art in Europe (1877)
- The Atlantic islands as resorts of health and pleasure (1878)
- Art in America: A critical and historical sketch (1880)
- The cruise of the Alice May in the Gulf of St. Lawrence and adjacent waters (1885)
- Persia (1887)